# Antihelmíntico

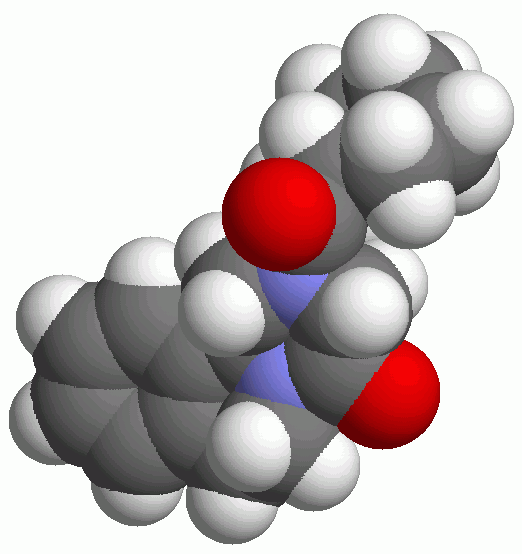
Estructura espacial del Praziquantel que penetra en el parásito y lo paraliza.

En medicina humana y veterinaria, un antihelmíntico es un medicamento utilizado en el tratamiento de las helmintiasis, es decir las infestaciones por vermes, helmintos o lombrices. Los antihelmínticos provocan la erradicación de las lombrices parásitas del cuerpo de manera rápida y completa, ya sea matándolos o incitando en ellos una conducta de huida que disminuye la carga parasitaria y sin dejar complicaciones de la infestación. Un sinónimo de antihelmíntico, ampliamente usado para los remedios tradicionales de este tipo, es vermífugo.

## Mecanismo de acción
El mecanismo de acción de la mayoría de los antihelmínticos se basa en alteraciones químicas del metabolismo a las que son sensibles las lombrices, como por ejemplo: la inhibición de la fumarato reductasa de las mitocondrias, la disminución del transporte de glucosa o el desacoplamiento de la fosforilación oxidativa.

## Productos genéricos
En zonas endémicas, la aplicación de programas de control periódicas con antihelmínticos está dirigida a la disminución de las tasas de morbilidad y mortalidad.
Muchas piperazinas son antihelmínticos eficaces.
Los antihelmínticos naturales incluyen nogal negro, Artemisia absynthium, Syzygium aromaticum, infusión de Tanacetum vulgare, Hagenia abyssinica, y Dryopteris filix-mas.
De acuerdo con el Manual de Campo del Ejército de EE. UU., hay más productos que pueden usarse (aunque con riesgos) como antihelmínticos: 
- Agua salina. Mezclar 4 tabletas de sal (NaCl) en 1 cuarto de agua y beber. Nunca repetir este tratamiento.
- Tabaco. Masticar de 1 a 2 cigarrillos: su nicotina matará o expulsará los gusanos.
- Pimienta. La pimienta es efectiva solo cuando ya es parte de una dieta común diaria. Solo se debe usar con una dosis superior.